# James Brown
Pour les articles homonymes, voir Brown et James Brown (homonymie).
James Joseph Brown, Jr (né le 3 mai 1933 à Barnwell, en Caroline du Sud, et mort le 25 décembre 2006 à Atlanta), est un musicien, chanteur, auteur-compositeur, danseur et producteur américain. Il est l'une des figures majeures du rhythm and blues, de la soul music, du funk et du mouvement Black Power.
Un des initiateurs du funk, il est fréquemment surnommé The Godfather of Soul (« le parrain de la soul »). Tout au long d'une carrière qui a couvert six décennies, Brown est l'une des figures les plus influentes de la musique populaire du XXe siècle et est réputé pour ses performances scéniques. En 2004, le magazine Rolling Stone le classe à la 7e place dans sa liste des 100 plus grands artistes de tous les temps (List of the 100 Greatest Artists of All Time). James Brown a notamment été une grande source d'inspiration pour des chanteurs tels que Michael Jackson et Prince, pour ne citer qu'eux.
Après une période de prison pour cambriolage, James Brown commence sa carrière comme chanteur de gospel en Géorgie, avant d'intégrer un groupe de RnB vocal nommé The Famous Flames et d'en devenir la figure de proue. Brown accède à une notoriété nationale à la fin des années 1950 avec des balades comme Please, Please, Please ou Try Me, et se bâtit une réputation d'inlassable performeur scénique. Brown connaît son apogée dans les années 1960, avec des succès colossaux : Papa's Got a Brand New Bag, I Got You (I Feel Good) et It's a Man's Man's Man's World.
À la fin des années 1960, il modifie son approche musicale, passant d'un mix musical fondé sur le blues et le gospel à une approche plus rythmique qui jette les bases et ouvre la voie au développement de l'ensemble du courant funk. Au début des années 1970, Brown établit le son du funk avec la formation The J.B.'s, et des enregistrements tels que Get Up (I Feel Like Being a) Sex Machine ou The Payback. James Brown chanta également des chansons engagées, notamment Say It Loud – I'm Black and I'm Proud (1968) pour soutenir la communauté afro-américaine. Brown a continué à se produire et à enregistrer jusqu'à sa mort en 2006.

## Biographie

### Jeunesse
Fils unique, James Brown est né en 1933 à Barnwell (Caroline du Sud) de façon dramatique. L'accouchement réalisé chez ses parents, Joe Brown et Susan Behlings, se passe mal : il est considéré comme mort-né et c'est sa tante Minnie qui va le réanimer. Ses parents déménagent peu de temps après sa naissance à Augusta (Géorgie), et sa mère abandonne la famille pour vivre avec un autre homme. Il est alors confié à sa tante Honey qui dirige une maison close. La famille étant pauvre, le jeune James l'aide en cueillant du coton chez les propriétaires environnants ou en cirant les chaussures dans le centre-ville. À cette même époque, il commence à se produire dans les salles de danse de la région d'Augusta mais tombe petit à petit dans la délinquance. À quinze ans, il commet une attaque à main armée pour laquelle il est condamné et incarcéré dans un centre de détention juvénile au Camp Toccoa en Géorgie,. Pendant son séjour en prison, il fonde un groupe de gospel. En 1952, sa peine est allégée et il est relâché aux conditions de ne pas retourner à Augusta et de trouver un emploi stable.

### Débuts
En 1952, lors d'un match de baseball opposant l'équipe de la prison à une autre venue de l'extérieur, il rencontre le chanteur Bobby Byrd et se lie d'amitié avec lui, au point que sa famille l'aide à sortir de prison. Ensemble, ils créent le groupe de gospel The 3 Swanees. En se produisant à Macon en Géorgie, ils découvrent Little Richard et The "5" Royales, et orientent le groupe vers le rhythm and blues. Ils prennent le nom de The Flames, puis sur les conseils de Little Richard ils renomment le groupe The Famous Flames (en).[réf. nécessaire]
Le groupe se produit principalement dans le sud des États-Unis lorsqu'en 1956 un agent du label King Records,, Ralph Bass, leur fait enregistrer le titre Please, Please, Please, qui se vend à un million d'exemplaires. James Brown s'inspire de la façon de chanter de Little Richard, suppliante, qui restera un des éléments caractéristiques de son style.
Malgré ce succès, les titres suivants ne se démarquent pas de la production ordinaire du rhythm and blues. Le producteur du groupe est prêt à rompre leur contrat, mais en 1958 le succès est à nouveau au rendez-vous avec Try Me (en), qui se place directement numéro 1 des titres RnB. Ce nouveau hit est suivi d'autres succès, I'll Go Crazy (1959) et Bewildered (1960). Avec I'll Go Crazy, le style James Brown se distingue par les staccatos des cuivres, une basse puissante, une guitare distordue et un jeu de scène innovant.
Son interprétation de Night Train en 1961, issue de l'album du même nom, est un succès du rhythm and blues qui figure au box office. La majorité des titres de l'album étant écrits ou coécrits par James, et la prégnance de ses interprétations faisant la réputation du groupe, il s'impose naturellement comme leader, et le groupe prend le nom de James Brown & His Famous Flames.

### Vers la gloire
Conscient qu'il donne le meilleur de lui-même en public, James Brown décide en 1963, malgré les réticences de son manager, de produire lui-même un concert public qui sera diffusé sous le nom de Live at the Apollo. Les performances du chanteur et des musiciens sont accueillies favorablement par la critique, et leur assurent une notoriété nationale, puis internationale,,.
James Brown sort alors une série de titres qui deviennent tous des numéros 1 dans les classements RnB : Out of sight et Night train en 1964, Papa's Got A Brand New Bag et I Got You (I Feel Good) en 1965.
En 1967, Cold Sweat pose le premier jalon du funk. Les critiques voient dans cette chanson un point d'orgue de la musique des années 1960 et 1970, considérant le titre comme une démarcation au niveau des paroles et de l'arrangement musical. Le nouveau son de James Brown, le funk, qui va atteindre l'apothéose entre 1969 et 1974, se caractérise par un son brut et sans fioritures, des rifs de cuivres puissants, une basse amplifiée, une batterie qui impose sa pulsation à l'orchestre et un chant incantatoire.
À partir de Cold Sweat, et jusqu'au début des années 1970, toutes les chansons de James Brown font place à l'affirmation de soi, à l'entraide communautaire et à la sexualité. Les batteurs Jabo Starks et surtout Clyde Stubblefield introduisent des rythmes de batterie syncopés et accrocheurs pour s'accorder à la basse métronomique et souligner les cuivres (Fred Wesley au trombone, Maceo Parker et Sainclair Pinckney au saxophone). Pendant cette période funk (1967-1974), James Brown nomme quatre chefs d'orchestre successifs : Nat Jones (batterie, 1966-1967), Maceo Parker (sax alto, 1967-1968), Pee Wee Ellis (sax ténor, 1968-1970) et Fred Wesley (trombone, 1970-1974).

### Fin des années 1960
James Brown emploie des musiciens et des arrangeurs issus du jazz mais, en tant que leader et auteur, il privilégie la simplicité du rythme RnB par rapport à la complexité et à la précision du jazz. Le groupe inclut le trompettiste Lewis Hamlin, le saxophoniste Alfred « Pee Wee » Ellis, le guitariste Jimmy Nolen (en) qui impose des riffs simples pour chaque chanson et le saxophoniste Maceo Parker. D'autres formations temporaires incluent le chanteur Bobby Byrd, le batteur John « Jabo » Starks, Clyde Stubblefield, Melvin Parker (frère de Maceo), le saxophoniste Sainclair Pinckney, le tromboniste Fred Wesley et le guitariste Alphonso Kellum.

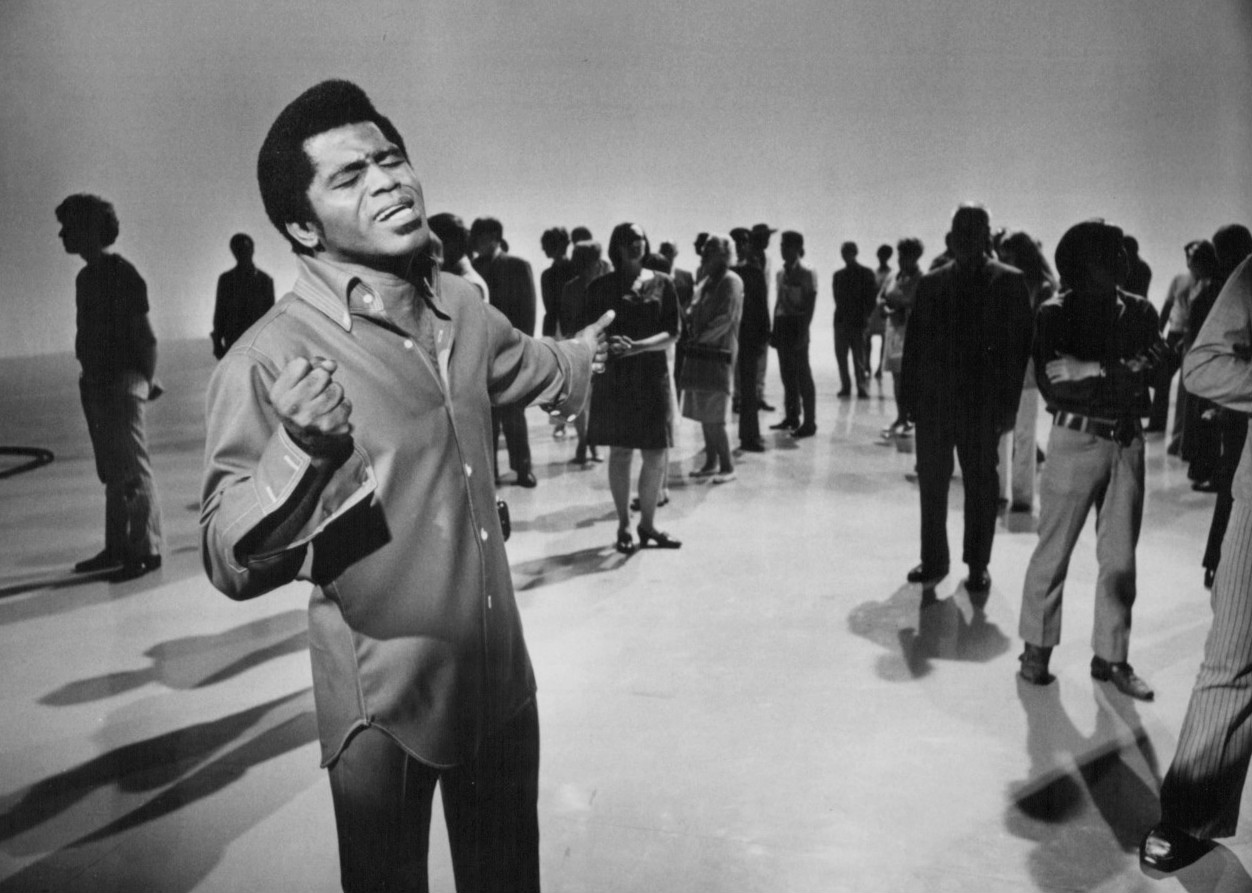
James Brown en 1969.

À la fin des années 1960 Brown redéfinit encore son style avec I Got the Feelin, Licking Stick-Licking Stick (1968) et Funky Drummer (1969). Dans ces titres il abandonne le chant traditionnel pour une approche plus rythmique calquée sur la musique. Régulièrement apparaissent des parties parlées s'adressant souvent directement au public. Il introduit aussi beaucoup de ruptures de rythmes et des breaks : on parle de déstructuration. Ce nouveau style, le funk, influence beaucoup d'artistes comme Sly and the Family Stone ou The Temptations, et toute la Motown jusqu'aux nouvelles générations, dont Michael Jackson ou Prince. James Brown deviendra ainsi l'artiste le plus samplé, que ce soit par des DJ ou d'autres artistes.
Ses chansons se politisent également, portent une critique de la société et revendiquent la fin des discriminations raciales, les meilleurs exemples étant Say It Loud (I'm Black and I'm Proud) en 1968 et I Don't Want Nobody to Give Me Nothing (Open Up the Door I'll Get It Myself) en 1970. Un événement marquant semble l'avoir conforté dans cet engagement nouveau : le 5 avril 1968, 24 heures après l'assassinat de Martin Luther King, James Brown donne un concert à Boston dans un contexte d'émeutes urbaines faisant suite à l'assassinat, alors qu'il a failli être annulé. James a tenu à maintenir le concert, et le maire de Boston, Kevin White, ouvre le spectacle avec un discours appelant au calme. Le concert se déroulera finalement sans débordements du public. Cette soirée est devenue « La nuit où James Brown sauva Boston »,,,.

### Années 1970 avec The JB's

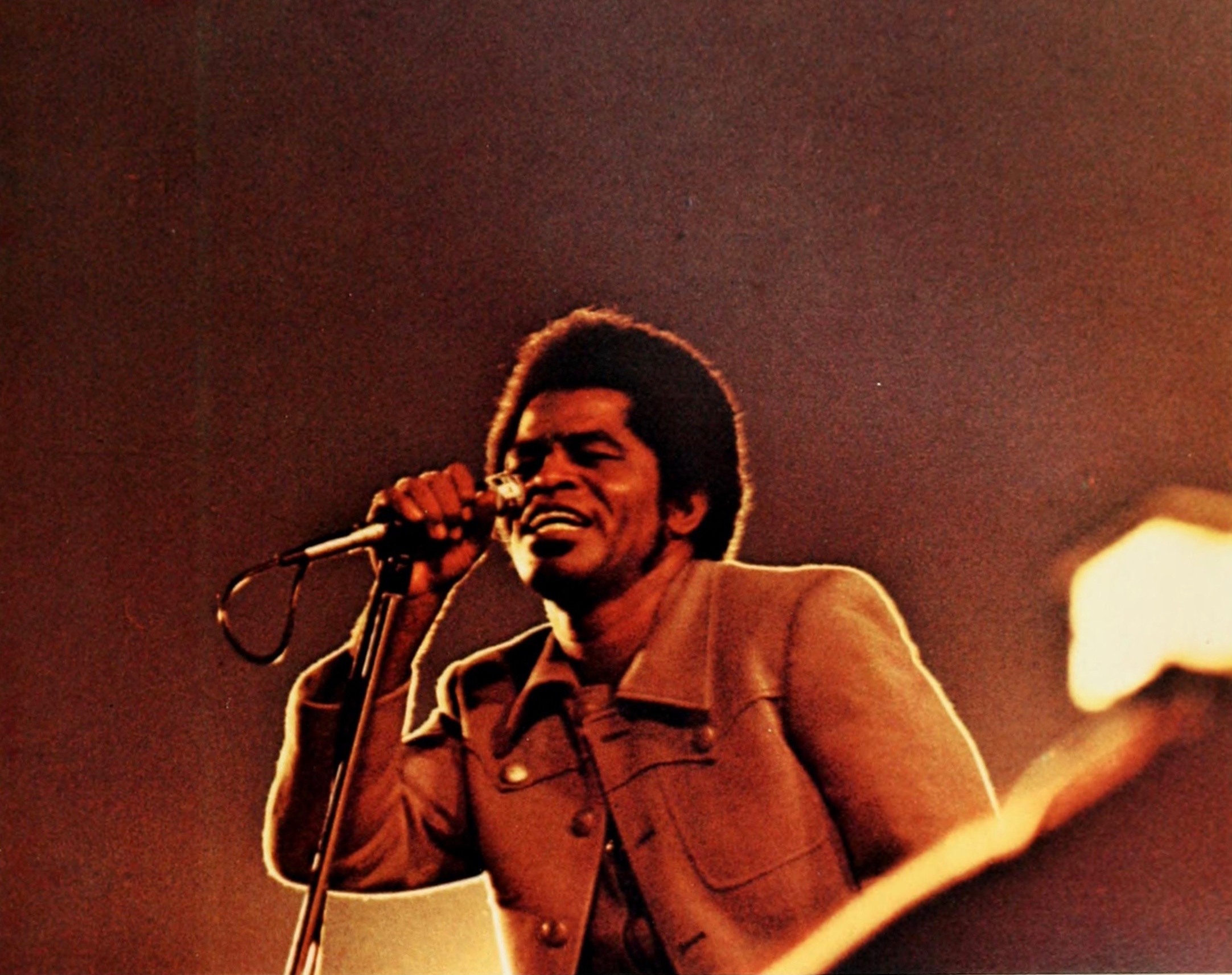
James Brown en 1970.

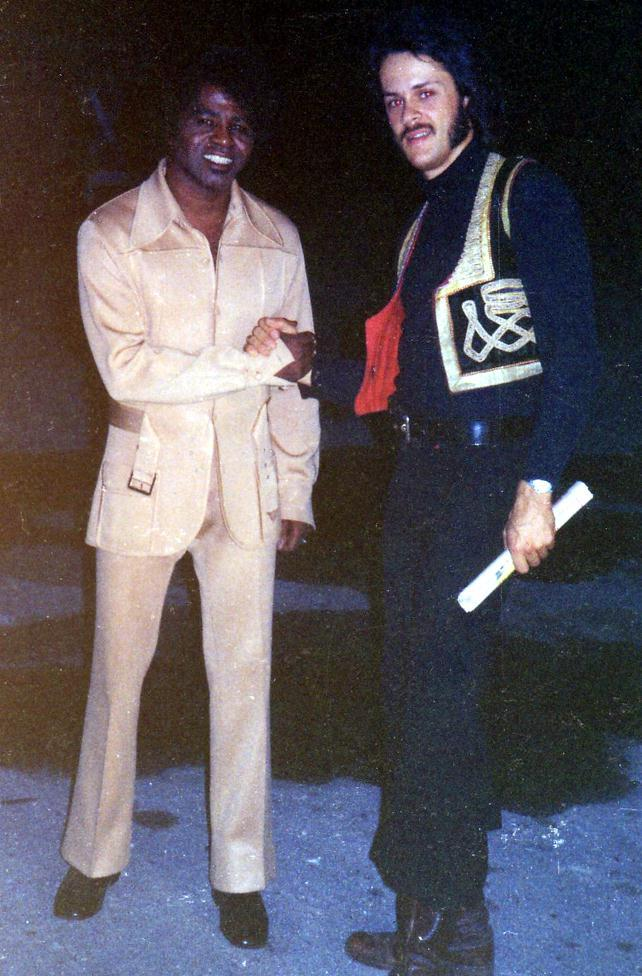
James Brown avec DJ Lars Jacob après un concert à Tampa en 1972.

En 1970, la majorité des membres du groupe quittent James Brown pour de meilleures opportunités. Il crée alors un nouveau groupe avec Bobby Byrd, incluant le bassiste Bootsy Collins, le guitariste Catfish Collins (en) et le tromboniste Fred Wesley. Ce nouveau groupe est baptisé The JB's et fait ses armes avec le titre Get Up (Sex Machine).
Brown développe son influence et sa notoriété en achetant des stations de radio et en créant son propre label chez Polydor, People, dans lequel il produit aussi certains de ses amis (dont Bobby Byrd, Lyn Collins, Myra Barnes ou Hank Ballard). Il s'investit beaucoup dans les albums qu'il produit. En 1973 il signe également la bande originale du film de blaxploitation Black Caesar.
Ses productions personnelles, à cette époque, résument les innovations musicales des vingt années précédentes. C'est l'époque de The Payback (1973), Papa Don't Take No Mess (1974), Funky President (1975), Get Up Offa That Thing (1976). Miles Davis et d'autres musiciens de jazz citent alors James Brown comme une influence majeure de leurs propres styles.
À la fin des années 1970, Mr Dynamite a déjà définitivement assis son statut de star internationale. Son groupe se sépare néanmoins, chacun ayant ses propres ambitions, comme Bootsy Collins. C'est alors l'avènement du disco ; James Brown, qui avait anticipé le mouvement, y participe un peu, mais l'époque a changé.

### Années 1980

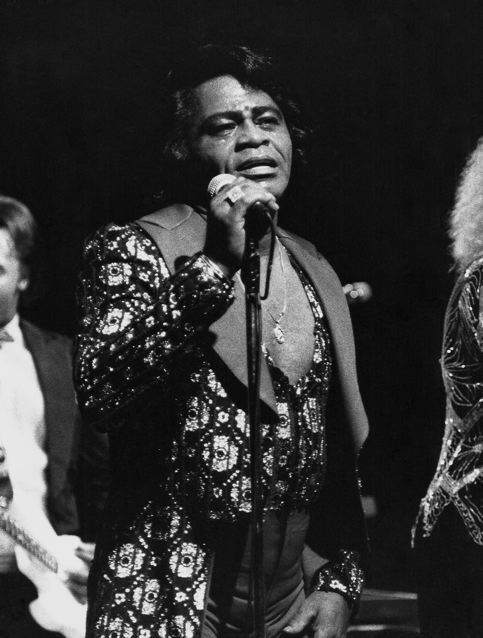
James Brown en 1987.

À partir de cette période, James Brown est beaucoup moins prolifique. Cela lui laisse davantage de temps pour des tournées où son succès sur scène ne se dément pas. Il est ainsi invité à participer en Corse à la Fiera di Calzarellu de Prunelli-di-Fiumorbo, en compagnie de Johnny Hallyday et de nombreux autres artistes. En 1983, au cours d'un concert à l'Apollo, il invite sur scène ses « successeurs » Michael Jackson et Prince, qui se sont mêlés aux spectateurs. Michael réalise des pas de danse rapides et précis plus proches du style de Brown que du sien, ainsi que son célèbre « moonwalk ». Prince joue ensuite de la guitare et danse également, faisant honneur à son hôte en exécutant le célèbre « Trick » avec le micro, indissociable de James Brown. Le public est conquis.
À cette époque, James Brown adopte un style musical plus grand public. Il obtient dans le film The Blues Brothers (1980) le rôle d'un prêtre prédicateur mystique subjuguant toute l'assistance, et est l'un des interprètes de la bande originale. Il apparaît également dans Rocky 4 avec le titre Living in America (1985) qui devient un hit mondial. En 1987, il joue dans la série Deux Flics à Miami (Miami Vice) le personnage de Lou De Long (Saison 4, épisode 7 Missing Hours), où est joué le titre I Feel Good. Il enregistre aussi en duo avec le rappeur Afrika Bambaataa (Unity, 1984) et collabore avec des groupes hip-hop (Full Force en 1988).

### Fin de carrière

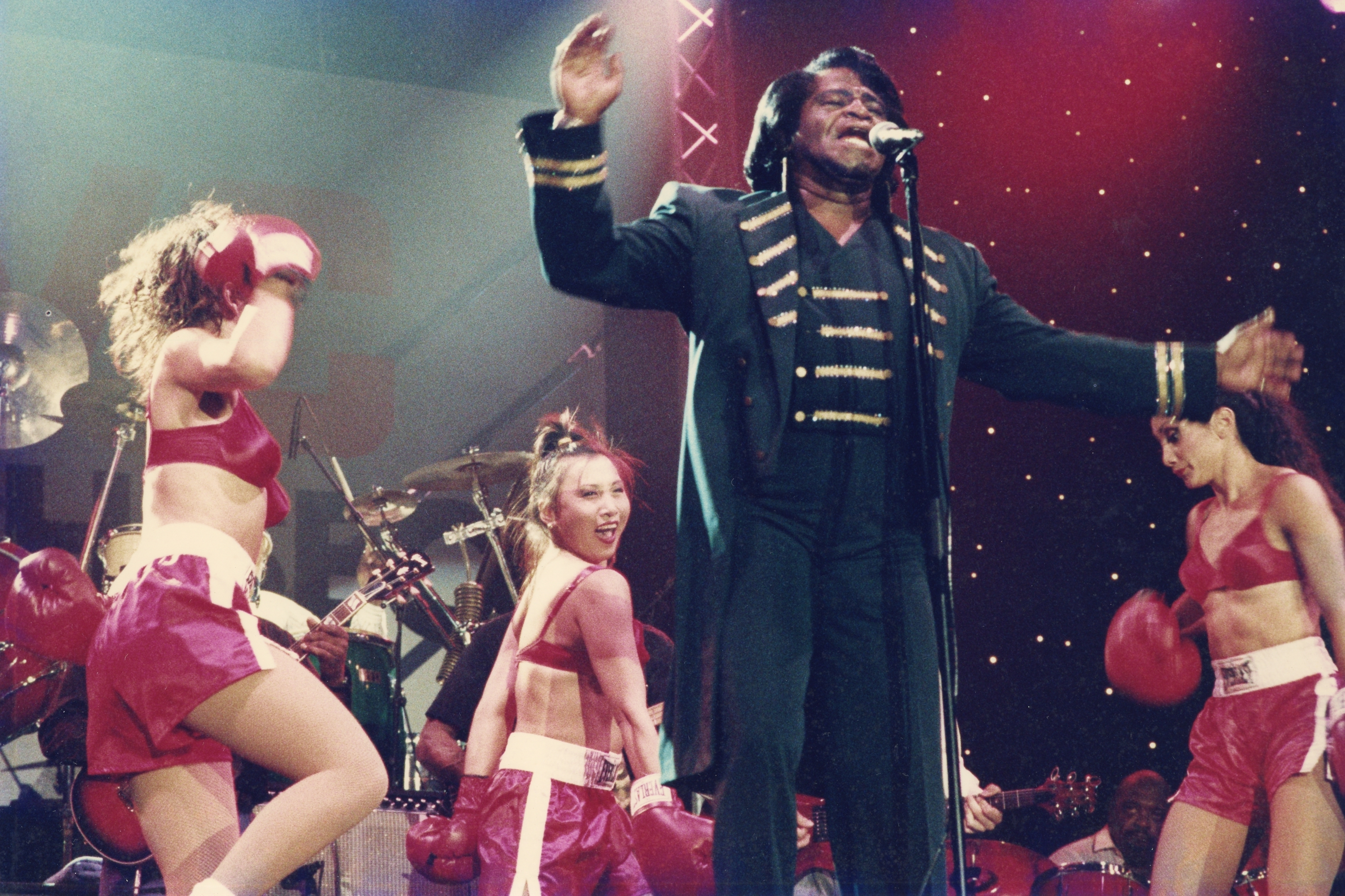
James Brown en concert en 1996.

À partir de la fin des années 1980, malgré un réel retour en haut des charts, the Godfather of Soul se fait surtout remarquer pour ses démêlés judiciaires. Ainsi, en 1988 il est arrêté pour excès de vitesse, puis emprisonné pour détention d'armes et consommation de PCP : il est condamné à six ans de prison (peine commuée à trois ans, il sort en 1991).
Jusqu'à sa mort, il alterne périodes de désintoxication, arrestations pour possession de drogue ou violences conjugales et périodes où il continue à enregistrer et à se produire à travers le monde.
Le 23 octobre 2000, aux Vogue Fashion Awards, il monte sur scène pour chanter en duo, avec Lenny Kravitz, Papa's Got A Brand New Bag. En 2002, il fait une brève apparition dans le film Le Smoking, aux côtés de Jackie Chan et Jennifer Love Hewitt. En 2004, il est soigné, avec succès, d'un cancer de la prostate.
En 2005, il chante en duo la chanson They Don't Want Music avec les Black Eyed Peas, sur leur album Monkey Business.

### Mort et bataille judiciaire
Le 23 décembre 2006, James Brown a un rendez-vous chez son dentiste à Atlanta (Géorgie) pour se faire poser un implant dentaire ; malade, il s'y rend avec quelques heures de retard. Le dentiste constate que le chanteur est « très mal … faible et confus », renonce à poser l'implant, et conseille à James Brown de plutôt consulter immédiatement un médecin. Le lendemain, James Brown est admis à l'Emory Crawford Long Hospital d'Atlanta, où les médecins diagnostiquent une pneumonie. Selon Charles Bobbit, manager et ami personnel du chanteur depuis de longues années, James Brown souffrait de sévères quintes de toux depuis qu'il était revenu d'un voyage en Europe en novembre 2006, mais il ne se plaignait jamais et maintenait ses concerts quand il était souffrant.
Les concerts imminents à Waterbury (Connecticut) et Englewood (New Jersey) doivent être annulés, mais le chanteur espère que les médecins le laisseront quitter l'hôpital à temps pour des concerts prévus lors du passage à l'année 2007. En effet, il est prévu qu'il chante au Count Basie Theatre (New Jersey) et au club de blues de B. B. King à New York. Il doit aussi chanter une chanson en direct sur la chaîne de télévision CNN. Mais Brown reste hospitalisé, et son état de santé se dégrade fortement tout au long de la journée. James Brown meurt le 25 décembre 2006 à 1 h 45 (heure locale) d'une défaillance cardiaque congestive, causée par une complication de sa pneumonie, à l’âge de 73 ans.
En 2019, l'enquête d'un journaliste de CNN, Thomas Lake, conduit à penser que James Brown (ainsi que son ancienne femme Adrienne) ont été assassinés,,,.

### Commémorations, testament et funérailles
De nombreux invités célèbres et des milliers de fans participent à deux commémorations publiques en hommage au chanteur disparu, à l'Apollo Theater à New York le 28 décembre et au James Brown Arena à Augusta (Géorgie) le 30 décembre 2006.
Le 29 décembre a également lieu une cérémonie privée à laquelle participent la famille et les amis proches de James Brown. Des extraits de ses concerts sont diffusés. Parmi les célébrités présentes se trouvent entre autres Michael Jackson, Joe Frazier, Dick Gregory, MC Hammer, Jesse Jackson, Don King et Paul McCartney. Le groupe de musiciens ayant accompagné James Brown durant sa carrière, The Soul Generals, joue quelques-unes de ses chansons les plus célèbres.
Durant la lecture du testament de James Brown, le 11 janvier 2007, l'avocat du chanteur Strom Thurmond révèle que ce testament (rédigé le 1er août 2000, soit dix mois avant la naissance de James II et plus d'un an avant son mariage avec Tomi Rae Hynie (en)) ne cite que ses six enfants adultes (Terry Brown, Larry Brown, Daryl Brown, Yamma Brown Lumar, Deanna Brown Thomas et Venisha Brown). Sa femme Tomi Rae Hynie et son dernier fils âgé de cinq ans, James II, ne figurent pas dans la liste des héritiers possibles. Le 24 janvier, les enfants de James Brown portent plainte contre les avocats personnels du chanteur. Dans leur requête, ils demandent au tribunal de les révoquer et de nommer un administrateur chargé de régler les problèmes liés à l'héritage. Tomi Rae Hynie porte également plainte le 31 janvier pour contester la validité du testament et pour être reconnue en tant que veuve de James Brown. Des échantillons ADN sont prélevés afin de vérifier des paternités supposées.
Après les commémorations de décembre 2006, et à cause des tergiversations entre les enfants et les avocats du défunt, James Brown n'est enterré que le 10 mars 2007, à Beech Island, en Caroline du Sud, dans une crypte familiale sous la maison d'une de ses filles, Deanna Brown Thomas. Selon la famille, le corps du chanteur n'y reposerait que temporairement, car un mausolée public avec musée (à la manière de Graceland pour Elvis Presley) est en cours de construction à Atlanta.
En décembre 2007, cinq des enfants de James Brown exigent l'invalidation de son testament, arguant que ses anciens conseillers ont usé de leur influence pour pousser le chanteur à établir des fonds caritatifs dont ils pourraient tirer un profit personnel. En janvier 2015, en vertu de la décision du juge Doyet Early III, Tomi Rae Hynie est déclarée officiellement veuve de James Brown, ce qui lui permet de prétendre à la succession de son mari. La décision est fondée sur les motifs que le mariage précédent d'Hynie est invalide et que James Brown a renoncé à annuler son mariage avec Hynie.
Cependant, Associated Press écrit le 17 juin 2020 qu'en dernière instance, la Cour suprême des États-Unis saisie a statué et invalidé la requête de la dernière veuve de James Brown, estimant que son mariage précédent n'ayant pas été annulé, elle ne pouvait pas se présenter comme veuve de celui-ci. Cette décision, assortie d'une injonction, a permis de finaliser les volontés posthumes du chanteur en faveur de plans d'éducation pour les jeunes enfants défavorisés de Caroline et de Géorgie.

## Vie personnelle
James Brown vivait dans le comté d'Aiken (Caroline du Sud), dans une maison au bord du fleuve Savannah, juste en face de la ville d'Augusta (Géorgie)[réf. nécessaire]. Brown a été marié quatre fois. Son mariage avec sa dernière épouse, Tommie Raye Hynie, qui avait eu lieu en 2002, a été annulé peu de temps après. Ils se sont pourtant remariés en 2004 et ont eu un enfant. Brown a également eu deux enfants avec sa première femme, Velma Warren, et trois avec sa deuxième, Deidre Jenkins. Adrienne Rodriguez, sa troisième épouse, avait fait arrêter Brown quatre fois pour violences conjugales[réf. nécessaire]. 
Comme pour Elvis Presley, de nombreuses personnes ont prétendu après sa mort être ses enfants naturels. Sur les douze tests de paternité effectués, trois se sont révélés positifs, reconnaissant l'existence de trois enfants nés hors mariage.

## Hommages
En novembre 1993 la 9e rue d'Augusta est rebaptisée « James Brown Boulevard » au cours d'une cérémonie présidée par le maire de la ville, Charles DeVaney. En mai 2005 une statue de bronze de plus de deux mètres de haut représentant James Brown est inaugurée à Augusta. L'inauguration aurait dû avoir lieu un an plus tôt, mais elle est reportée du fait d'une plainte à son encontre pour violences conjugales. En août 2006 le stade local est aussi rebaptisé en James Brown Arena.
Le film biographique Get on Up de Tate Taylor sort le 24 septembre 2014. Chris Gibson des Gibson Brothers est l’instigateur du spectacle Les Rois de la Soul, qui rend hommage, entre autres artistes de soul, à James Brown. Ce spectacle qui tourne en Europe depuis 2011 est animé par une pléiade d’artistes qui le présenteront au public dans toute la France à partir de 2015.

## Sur scène

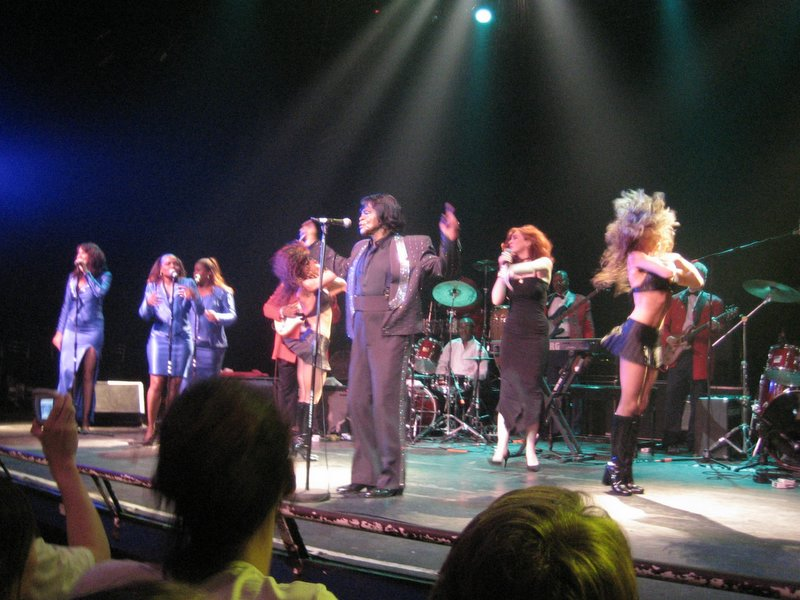
James Brown en concert en 2005.

Célèbre pour sa musique et son influence sur beaucoup d'artistes, James Brown est aussi renommé pour ses performances sur scène et sa recherche de la perfection en tant que professionnel du spectacle, ce qui lui vaut le surnom, probablement auto-attribué, de Hardest Working Man in Show Business.

### Danse
Brown a un style de danse remarquable qu'il travaille en permanence et qui fait de lui une influence marquante de ceux qui l'ont suivi. On retrouve notamment son influence dans le breakdance et chez pratiquement tous les artistes de funk. Le Moonwalk de Michael Jackson est probablement allé puiser dans le pas de danse glissant de Brown. Et son traditionnel grand-écart est adopté par Prince. Brown disait à ce sujet : « Je leur ai appris tout ce qu’ils savent, mais pas tout ce que je sais ! ».
La performance de Brown sur scène est un mélange de routines soigneusement répétées et d'improvisation. Il a compris que le rythme est sa plus grande force et, capable de danser plus vite que n'importe qui, il adopte toutes les danses qui naissent dans les clubs noirs, les adaptant pour en faire un style propre et créer notamment une danse qui porte son nom, la James Brown.
Encore peu avant sa mort, chaque apparition de James Brown est l'occasion de découvrir un danseur dégageant une énergie extraordinaire, même s'il n'est plus capable de tenir le rythme aussi longtemps.[réf. nécessaire], car il a subi un infarctus en 1979 et est resté plus de quatre mois à l'hôpital.

### Gimmicks

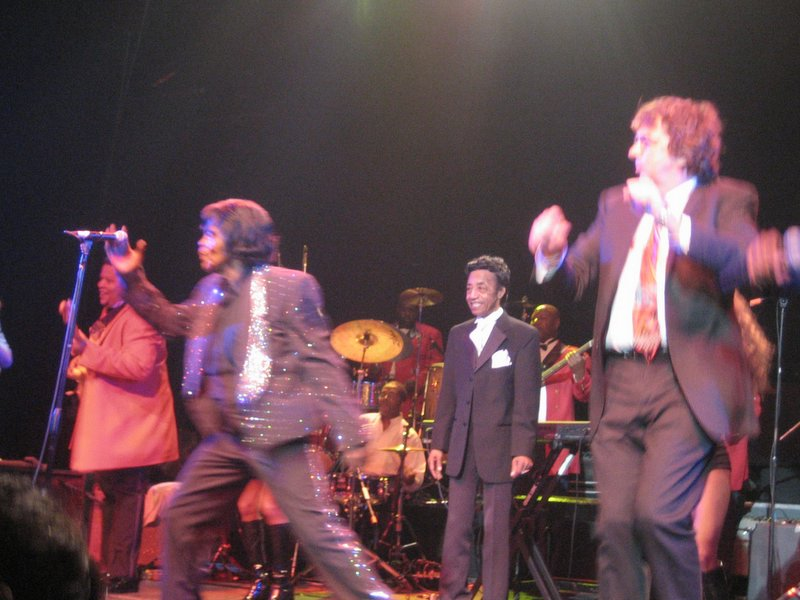
Danny Ray (au centre), le plus célèbre MC de James Brown.

Depuis les années 1960, un concert de James Brown commence invariablement par une mise en ambiance par l'orchestre et les choristes, tandis que Danny Ray, en maître de cérémonie généralement vêtu de blanc, harangue la foule. Alors que l'orchestre « chauffe la salle », il énumère quelques titres légendaires de James Brown et pousse la foule à appeler le maître pendant de longues minutes pour finalement annoncer « And now, ladies and gentlemen: the Godfather of Soul! the hardest working man in show business! Mister Dynamite! Jaaaaaaaaaaaaames Brown!!! »
Autre passage obligé d'un concert de Brown, la cérémonie de la cape de boxeur : feignant d'être épuisé, il s'écroule à genoux (souvent sur Please, Please, Please) ; un assistant (souvent Danny Ray) vient poser sur ses épaules une cape argentée en soie, l'aide à se relever et entreprend de l'emmener vers les coulisses en le soutenant. Mais après quelques pas Brown se redresse soudain, se débarrasse de la cape et revient sur l'avant-scène pour satisfaire les appels de la foule en délire. Quelques minutes plus tard la scène se répète, parfois avec une cape d'une autre couleur (Brown ayant toujours soigné ses costumes), et peut se renouveler trois ou quatre fois de suite.

## Discographie

### Albums studio
- Please Please Please (1958)
- Try Me! (en) (1959)
- Think! (en) (1960)
- The Amazing James Brown (en) (1961)
- James Brown Presents His Band/Night Train (1961)
- Good, Good, Twistin' (en) (1962)
- James Brown and His Famous Flames Tour the U.S.A. (en) (1962)
- Live at the Apollo - RS500 (1963)
- Prisoner of Love (1963)
- Pure Dynamite: Live at the Royal (1964)
- Showtime (en) (1964)
- The Unbeatable James Brown (1964)
- Grits & Soul (en) (1964)
- Out of Sight (en) (1964)
- Papa's Got a Brand New Bag (en) (1965)
- I Got You (I Feel Good) (en) (1966)
- James Brown Plays James Brown Today & Yesterday (en) (1966)
- Mighty Instrumentals (en) (1966)
- James Brown Plays New Breed (The Boo-Ga-Loo) (en) (1966)
- It's a Man's Man's Man's World (en) (1966)
- James Brown Sings Christmas Songs (en) (1966)
- Handful of Soul (en) (1966)
- The James Brown Show (1967)
- James Brown Sings Raw Soul (en) (1967)
- James Brown Plays the Real Thing (en) (1967)
- Live at The Garden (1967)
- Cold Sweat (en) (1967)
- James Brown Presents His Show of Tomorrow (1968)
- I Can't Stand Myself When You Touch Me (en) (1968)
- I Got the Feelin' (en) (1968)
- Live at the Apollo, Volume 2 (1968)
- Jams Brown Sings Out of Sight (1968)
- Thinking About Little Willie John and a Few Nice Things (en) (1968)
- A Soulful Christmas (en) (1968)
- Say It Loud – I'm Black and I'm Proud (en) (1969)
- Gettin' Down To It (1969)
- The Popcorn (en) (1969)
- It's a Mother (en) (1969)
- Ain't It Funky (en) (1970)
- Soul on Top (en) (1970)
- It's a New Day – Let a Man Come In (en) (1970)
- Sex Machine (1970)
- Hey America (1970)
- Super Bad (1971)
- Sho' Is Funky Down Here (1971)
- Hot Pants (1971)
- Revolution of the Mind/Live At The Apollo, Volume 3 (1971)
- Love Power Peace. live at the olympia Paris (1971)
- There It Is (1972)
- Get On the Good Foot (1972)
- Soul Classics (1972)
- Soul Classics, Volume 2 (1973)
- Black Caesar (1973)
- Slaughter's Big Rip-Off (1973)
- The Payback (1974)
- Hell (1974)
- Reality (1975)
- Sex Machine Today (1975)
- Everybody's Doin' The Hustle and Dead on the Double Bump (1975)
- Hot (1976)
- Get Up Offa That Thing (1976)
- Bodyheat (1976)
- Mutha's Nature (1977)
- Solid Gold (1977)
- The Fabulous James Brown (1977)
- Jam 1980's (1978)
- Take A Look At Those Cakes (1979)
- The Original Disco Man (1979)
- People (1980)
- Hot On The One (1980)
- Soul Syndrome (1980)
- Can Your Heart Stand It? (1981)
- The Best of James Brown (1981)
- Nonstop! (1981)
- Live In New York (1981)
- Bring It On (1983)
- Roots of A Revolution (1984)
- The Federal Years, Part 1 (1984)
- The Federal Years, Part 2 (1984)
- Ain't That A Groove - The James Brown Story 1966-1969 (1984)
- Doing It To Death - The James Brown Story 1970-1973 (1984)
- Dead On The Heavy Funk 1974-1976 (1985)
- The CD of JB: Sex Machine and Other Soul Classics (1985)
- The LP of JB (1986)
- Gravity (1986)
- In The Jungle Groove - RS500 (1986)
- James Brown And Friends (1988)
- Motherlode (1988)
- I'm Real (1988)
- Star Time - RS500 (1991)
- Messin' With The Blues (1991)
- Greatest Hits - RS500 (1991)
- Love Over-Due (1991)
- Chronicles - Soul Pride (1993)
- Universal James (1993)
- Funky President (1993)
- Live at the Apollo (1995)
- JB40: 40th Anniversary Collection (1996)
- On Stage (1997)
- 20 All-Time Greatest Hits Compilation (a déterminer)

### Singles
- 1956 :
  - Please, Please, Please (R&B chart #6) / Why Do You Do Me ?
  - I Don't Know / I Feel That Old Feeling Coming Out
  - No, No, No / Hold My Baby's Hand
  - Just Won't Do Right / Let's Make It
- 1957 :
  - Chonnie-on-Chon / I Won't Plead No More
  - Can't Be the Same / Gonna Try
  - Love or a Game / Messing With the Blues
  - You're Mine, You're Mine / I Walked Alone
  - That Dood It / Baby Cries Over the Ocean
- 1958 :
  - Begging, Begging / That's When I Lost My Heart
  - Try Me (R&B chart #1 / Pop chart #48) / Tell Me What I Did Wrong
- 1959 :
  - I Want You So Bad (R&B chart #20) / There Must Be a Reason
  - I've Got to Change / It Hurts to Tell You
  - Good Good Lovin' / Don't Let It Happen to Me
  - Got to Cry / It Was You
- 1960 :
  - I'll Go Crazy (R&B #15) / I Know It's True (I Found Someone)
  - Think (R&B #7, Pop Chart #33) / You've Got the Power (R&B #14, Pop chart #86)
  - This Old Heart (R&B #20, Pop chart #79) / Wonder When You're Coming Home
  - The Bells (Pop chart #68) / And I Do Just What I Want
- 1961 :
  - Hold It (instrumental) / The Scratch (instrumental)
  - Bewildered (R&B #8, Pop chart #40) / If You Want Me
  - I Don't Mind (R&B #4, Pop chart #47) / Love Don't Love Nobody
  - Suds (instrumental) / Sticky (instrumental)
  - Cross Firing (instrumental) / Night Flying (instrumental)
  - Baby You're Right (R&B #2, Pop Chart #49) / I'll Never, Never Let You Go
  - I Love You, Yes I Do / Just You and Me, Darling (R&B #17)
  - Lost Someone (R&B #2, Pop chart #48) / Cross Firing (instrumental)
- 1962 :
  - Night Train (R&B #5, Pop chart #35) / Why Does Everything Happen to Me ?
  - Shout and Shimmy (R&B #16, Pop chart #61) / Come Over Here
  - Mashed Potatoes U.S.A. (R&B #21, Pop chart #82) / You Don't Have to Go
  - I've Got Money (Pop chart #93) / Three Hearts in a Tangle (R&B #18
- 1963 :
  - Every Beat of My Heart (instrumental) (Pop chart #99) / Like a Baby (R&B #24)
  - Prisoner of Love (R&B #6, Pop Chart #18) / Choo Choo (Locomotion) (Instrumental)
  - These Foolish Things (R&B #25, Pop Chart #55) / (Can You) Feel It, Part 1 (Instrumental)
  - Signed, Sealed, and Delivered (Pop chart #77) / Waiting in Vain
  - I've Got to Change / The Bells
- 1964 :
  - Oh Baby, Don't You Weep - Part 1 (Pop chart #23) / Oh Baby, Don't You Weep - Part 2 (w/ overdubbed crowd)
  - Please, Please, Please (w/ overdubbed crowd, Pop chart #95) / In the Wee Wee Hours (On the Nite)
  - Caldonia (Pop chart #95) / Evil (instrumental)
  - Again / How Long, Darling ?
  - So Long / Dancin' Little Thing
  - The Things I Used to Do (Pop chart #99) / Out of Blue
  - Out of Sight (Pop chart #24) / Maybe the Last Time
  - Tell Me What You're Gonna Do / I Don't Care
  - Think / Try Me
  - Fine Old Foxy Self / Medley : Found Someone, Why Do You Do Me, I want You So Bad (live)
  - Have Mercy, Baby (Pop chart #92) / Just Won't Do Right
- 1965 :
  - Devil's Hideaway (instrumental) / Whos's Afraid of Virginia Woolf (instrumental)
  - I Got You / Only You
  - This Old heart / It Was You
  - Papa's Got A Brand New Bag - Part 1 (R&B #1, Pop chart #8) / Papa's Got A Brand New Bag - Part 2
  - Try Me (intrumental) (R&B #34, Pop chart #63) / Papa's Got A Brand New Bag (instrumental)
  - I Got You (I Feel Good) (R&B #1, Pop chart#3) / I Can't Help It (I just Do-Do-Do)
- 1966 :
  - Lost Someone (live) (Pop chart #94) / I'll Go Crazy (live) (R&B #38, Pop chart#73)
  - Ain't That a Groove, part 1 (R&B #6, Pop chart#42) / Ain't That a Groove, part 2
  - Prisoner of Love / I've Got to Change
  - New Breed, part 1 (intrumental) / New Breed, part 2 (intrumental)
  - Come Over Here / Tell me What You're Gonna Do
  - It's A Man's Man's Man's World (R&B #1, Pop chart #8) / Is It Yes or Is It No ?
  - Just Won't Do Right / I've Got Money
  - James Brown's Boogaloo (intrumental) / Lost in a Mood of Changes (intrumental)
  - It Was You / I Don't Care
  - This Old Heart / How Long, Darling ?
  - Money Won't Change You - Part 1 (R&B #11, Pop chart #53) / Money Won't Change You - Part 2
  - Don't Be A Drop-Out (R&B #4, Pop chart #50) / Tell Me That You Love Me
  - The Christmas Song (version 1) / The Christmas Song (version 2)
  - Sweet Little Baby Boy - Part 1 / Sweet Little Baby Boy - Part 2
  - Let's Make Christmas Mean Something This Year - Part 1 / Let's Make Christmas Mean Something This Year - Part 2
- 1967 :
  - Bring It Up (R&B #7, Pop chart #29) / Nobody Knows
  - Let's Go Get Stoned (intrumental) / Our Day Will Come (intrumental)
  - Let Yourself Go /Stone Fox (intrumental) (retiré de la vente)
  - Kansas City (R&B #21, Pop chart #55) / Stone Fox (intrumental)
  - Think (w/ Vicki Anderson) (Pop chart #100) / Think (by Vicki Anderson only)
  - Let Yourself Go (R&B #5, Pop chart #46) / Good Rockin' Tonight
  - Jimmy Mack (intrumental) / What Do You Like ? (intrumental)
  - I Love You, Porgy / Yours and Mine (intrumental)
  - Cold Sweat - Part 1 (R&B #1, Pop chart #7) / Cold Sweat - Part 2
  - It Won't Be Me / Mona Lisa (retiré de la vente)
  - Get It Together - Part 1 (R&B #11, Pop chart #40) / Get It Together - Part 2
  - Funky Soul - N°1 (intrumental) / The Soul of JB (intrumental)
  - I Can't Stand Myself (When You Touch Me) (R&B #4, Pop chart #28) / There Was a Time (live) (R&B #3, Pop chart #36)
- 1968 :
  - America Is My Home, Pt. 1 (R&B #13, US #52)
  - Goodbye My Love (US #31)
  - I Can't Stand Myself (When You Touch Me) (R&B #4, US #28)
  - I Got The Feelin' (R&B #1, US #6)
  - I Guess I'll Have To Cry, Cry, Cry (R&B #15, US #55)
  - Licking Stick - Licking Stick - Part 1 (R&B #2, US #14)
  - Say It Loud – I'm Black and I'm Proud - Part 1 (R&B #1, US #10)
  - There Was A Time (R&B #3, US #36)
  - Tit For Tat (Ain't No Taking Back)" (US #86)
  - You've Got To Change Your Mind (R&B #47)
- 1969 :
  - Ain't It Funky Now (R&B #3, US #24)
  - Give It Up Or Turnit A Loose (R&B #1, US #15)
  - I Don't Want Nobody To Give Me Nothing (Open Up The Door, I'll Get It Myself) (R&B #3, US #20)
  - Let A Man Come In And Do The Popcorn - Part One (R&B #2, US #21)
  - Lowdown Popcorn (R&B #16, US #41)
  - Mother Popcorn (You Got To Have A Mother For Me) Part 1(R&B #1, US #11)
  - The Popcorn (R&B #11, US #30)
- 1970 :
  - Ain't It Funky Now (US #24)
  - Brother Rapp - Part 1 &" (Part 2)" (US #32)
  - Funky Drummer - Part 1 (US #51)
  - Get Up (I Feel Like Being Like A Sex Machine) (Part 1)" (R&B #2, US #15)
  - It's A New Day - Part 1 & Part 2 (US #32
  - Santa Claus Is Definitely Here To Stay (US #7)
  - Super Bad - Part 1 & Part 2 (R&B #1, US #13)
- 1971 :
  - Escape-ism - Part 1 (R&B #6, US #35)
  - Get Up, Get Into It, Get Involved - Pt. 1 (R&B #4, US #34)
  - Hot Pants (She Got To Use What She Got To Get What She Wants) – Part 1 (R&B #1, US #15)
  - I Cried (R&B #15, US #50)
  - I'm A Greedy Man - Part I (R&B #7, US #35)
  - Make It Funky - Part 1 (R&B #1, US #22)
  - Soul Power - Pt. 1 (R&B #3, US #29)
  - Spinning Wheel - Pt. 1 (US #90)
- 1972 :
  - Get On The Good Foot - Part 1 (R&B #1, US #18)
  - I Got A Bag Of My Own (US #44
  -  King Heroin (R&B #6, US #40)
  - Talking Loud And Saying Nothing - Part I (R&B #1, US #27)
- 1973 :
  - Down And Out In New York City (R&B #13, US #50)
  - I Got A Bag Of My Own (R&B #3)
  - I Got Ants In My Pants (and I Want to Dance) - Part 1 (US #27)
  - Sexy, Sexy, Sexy (R&B #6, US #50)
  - Think (R&B #15, US #77)
- 1974 :
  - Coldblooded (US #44)
  - Funky President (People It's Bad) (R&B #4, US #44)
- * My Thang (R&B #1, US #29)
  - Papa Don't Take No Mess - Part I (R&B #1, US #31)
  - Stoned To The Bone - Part 1 (R&B #4, US #58)
  - The Payback - Part I (R&B #1, US #26)
- 1975 :
  - Hustle!!! (Dead On It)" (R&B #11)
  - Reality (R&B #19, US #80)
  - Sex Machine (US #61)
  - Superbad, Superslick - Part I (R&B #28)
- 1976 :
  - Get Up Offa That Thing (R&B #4, US #45)
  - Hot (I Need to Be Loved, Loved, Loved) (R&B #31)
  - I Refuse To Lose (R&B #47)
- 1977 :
  - Give Me Some Skin (R&B #20)
- 1978 :
  - Eyesight (R&B #38)
  - The Spank (R&B #26)
- 1979 :
  - For Goodness Sakes, Look At Those Cakes - Part I (R&B #52)
  - It's Too Funky In Here (R&B #15)
  - Star Generation (R&B #63)
- 1980 :
  - Rapp Payback (Where iz Moses)" (R&B #46)
  - Regrets (R&B #63)
- 1981 :
  - Stay With Me (R&B #80)
- 1983 :
  - The Night Time Is The Right Time (To Be With The One That You Love) (R&B #73)
- 1985 :
  - Living in America (R&B #10, US #4)
- 1986 :
  -  Gravity (R&B #26, US #93)
- 1987 :
  - How Do You Stop (R&B #10)
- 1988 :
  - I'm Real (full force)
  - Static, Pts. 1 & 2 (full force)
- 1991 :
  - (So Tired of Standing Still We Got to) Move On (R&B #48)
- 1993 :
  - Can't Get Any Harder (R&B #76)
- 2005 :
  - They Don't Want Music featuring Black Eyed Peas